# Theodor Christensen (SS-Mitglied)
Theodor Ludwig Christensen alias Fritz Ramm (* 7. Mai 1905 in Kiel; † 24. Oktober 1988 in Kassel) war ein deutscher SS-Sturmbannführer. Er war ein an Kriegsverbrechen beteiligter SS-Führer von Sonderkommandos der an Massenmorden beteiligten Einsatzgruppen der Sicherheitspolizei und des SD u. a. in der Ukraine im Zweiten Weltkrieg.

## Leben
Christensen wuchs als Sohn eines Kaufmannes in Kiel auf. Nach einer Banklehre versuchte er sich erfolglos in mehreren Berufen und kam schließlich in der Gemüsegärtnerei eines Verwandten unter. Schon während der Lehre als Bankkaufmann ging Christensen 1923 zum Jungdeutschen Orden und danach zum Bund Wiking. Zum 1. Dezember 1930 trat er der NSDAP bei (Mitgliedsnummer 383.020). 1931 trat er in die SA ein und war seit 1935 außerdem Mitglied der SS (SS-Nummer 36.169). Ab 1933 wurde er als hauptamtlicher Mitarbeiter des SD im SD-Hauptamt beschäftigt. 1934 bis 1937 fungierte Christensen als Abteilungsleiter für das Gebiet Freimaurerei. Im Oktober 1937 wurde er als Stabsführer zum SD-Leitabschnitt Königsberg versetzt. 1940 wurde er zum SS-Sturmbannführer befördert. Spätestens ab Mai 1940 war er nach Norwegen versetzt worden und dort beim Befehlshaber der Sicherheitspolizei und des Sicherheitsdienstes (BdSuSD) in Oslo tätig. Als SS-Sturmbannführer und Kriminalrat leitete er dort die Abteilung V – Kriminalpolizei. Sein Vorgesetzter war SS-Oberführer Walter Stahlecker, der der regionale Befehlshaber war.
Im Januar 1942 wurde er Kommandeur der Sicherheitspolizei und des SD in Tschernigow in der Sowjetunion. Während dieser Zeit führte er von Januar bis Herbst 1943 als Nachfolger von Eugen Steimle das Sonderkommando 4a der Einsatzgruppe C in der Ukraine. Ab Juli 1944 war Christensen beim Einsatzkommando 12 der Einsatzgruppe G in Rumänien tätig. Im Oktober 1944 war er im besetzten Ungarn in Balassagyarmat eingesetzt.
Nach dem Krieg wurde Christensen im Internierungslager Eselheide bei Paderborn interniert; im Oktober 1947 konnte er fliehen. Unter dem Namen Fritz Ramm war er von 1947 bis 1961 als Handelsvertreter und Angestellter einer Waggonfabrik in Kassel tätig.